# Meitar
Meitar je mali grad u Izraelu. Nalazi se sjeveroistočno od Be'er Sheve u Južnom okrugu.
Godine 2003. broj stanovnika u Meitaru je bio 6.300. Površina grada je 17.000 dunuma.